# بروك سينجر
بروك سينجر (بالإنجليزية: Brooke Singer)‏ هي صحفية أمريكية، ولدت في 1972 في شيكاغو في الولايات المتحدة.